# Ruang Talok 69 – Eine tödliche Adresse
Ruang Talok 69 – Eine tödliche Adresse (เรื่องตลก 69, Ruang Talok 69) ist ein thailändischer Film des Regisseurs Pen-Ek Ratanaruang aus dem Jahr 1999.

## Handlung
Die Sekretärin Tum wird von ihrer Firma per Losentscheid entlassen. Aufgrund einer Verwechslung (Ihre Hausnummer 6 ist lose angebracht und wird so immer wieder zur 9) steht eines Tages ein Karton voller Geld vor ihrer Tür. Tum muss sich gegen Thaiboxer, die in ihrer Wohnung ermordet werden und gegen einen Polizisten wehren, der ihr das Geld wieder abspenstig machen will. Am Ende schafft es Tum mit dem Geld, Flugtickets und einem gefälschten Reisepass zu entkommen.

## Kritik
„Vor dem Hintergrund der Wirtschaftskrise in Asien angesiedelter satirischer Thriller, der comic-haften Schabernack mit dem Entsetzen treibt. Eine burleske Horrorkomödie mit intelligentem Buch und guten Darstellern, aus einem Filmland, in das auch schon Quentin Tarantino Einzug fand.“